# Guinee

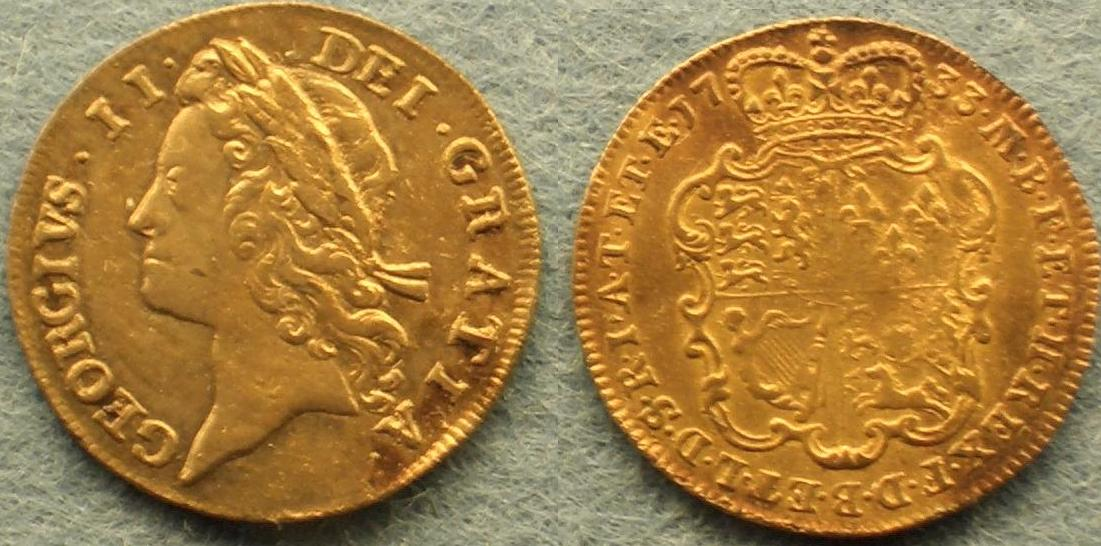
Zwei Guinee-Münzen aus der Zeit König Georgs II.

Die Guinee ([giˈneːə]; engl. guinea [ˈgɪni], abgekürzt 1g / 1gn; Mehrzahl: 3gs / 3gns) war eine von 1663 bis 1816 in Umlauf befindliche britische Goldmünze, die als erste maschinell hergestellt wurde. Das Zahlungsmittel war nach der goldreichen Region Guinea benannt worden, aus der ein großer Teil des zur Prägung verwendeten Goldes stammte.

## Wert
Ursprünglich betrug ihr Nennwert 20 britische Schilling, also ein Pfund Sterling. Der Goldgehalt betrug etwa 8,4 Gramm, womit sie etwas leichter war als die Vorgängermünzen Laurel und Unite. Der Umrechnungskurs zur Silbereinheit Pfund Sterling schwankte mit dem Verhältnis des Preises von Silber zu Gold. Der Wert der Guinee stieg auf bis zu 27 Schilling. Nach der großen Münzreform von 1696 wurde ihr Wert auf 21½ Schilling festgesetzt und schließlich 1717 auf 21 Schilling (£1-1s-0d). Mit diesem Wert von 1,05 GBP ist die Guinee bis heute als Rechnungseinheit in Gebrauch (s. u.). Die Goldmünze wurde zum letzten Mal 1813 für Wellingtons Armee auf der Iberischen Halbinsel geprägt, weil die dortige Bevölkerung nur Gold akzeptierte. In Großbritannien blieben die Goldmünzen bis zur Münzreform von 1816 im Umlauf, danach wurde sie wieder vom Sovereign abgelöst, der schon im 15. und 16. Jahrhundert geprägt worden war. Der Sovereign war etwas leichter und hatte einen Nennwert von 20 Schilling, also genau einem Pfund.

## Als Rechnungseinheit
Da die Guinee einen aristokratischen Nimbus hatte, wurden und werden weiterhin viele Waren des gehobenen Bedarfs in Guinee ausgepreist. Im Auktionshandel (z. B. Antiquitäten, Kunstwerke und Sportpferde) wird heute noch oft in Guinees abgerechnet. Üblich ist dabei, dass der Käufer den Zuschlagpreis in Guinees (gerechnet als 1,05 Pfund, siehe oben) bezahlt, der Verkäufer aber nur denselben Betrag an Pfund ausgezahlt erhält; dies entspricht einem Agio des Auktionators in Höhe von fünf Prozent. Bis zur Dezimalisierung des Pfundes 1971/1972 wurden auch Gebrauchtwagen gern in Guineen angeboten, weil dann der Preis im Vergleich zum Pfund (scheinbar) geringer ausfiel. So sind beispielsweise bei einem Preis von 12.000 Guinees tatsächlich 12.600 Pfund zu bezahlen.